# زووكيز
زووكيز (بالإنجليزية: ZooKeys)‏ هي دورية علمية مفتوحة تعتمد مراجعة الأقران تغطي مواضيع الحيوان والنسالة والتصانيف والجغرافيا البيولوجية. تأسست في عام 2008  رئيس تحريرها هو تيري اروين (من مؤسسة سميثسونيان). تنشرها مجموعة بينسوفت للنشر.
توفر زووكيز كل الأصناف الجديدة إلى موسوعة الحياة

## وصلات خارجية
- الموقع الرسمي